# Astrapia mayeri
L'astrapia festonata (Astrapia mayeri Stonor, 1939) è un uccello passeriforme della famiglia Paradisaeidae.

## Descrizione

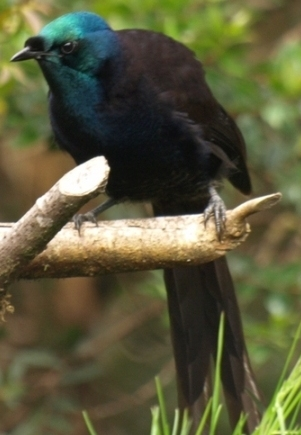
Un giovane maschio nella provincia di Enga.

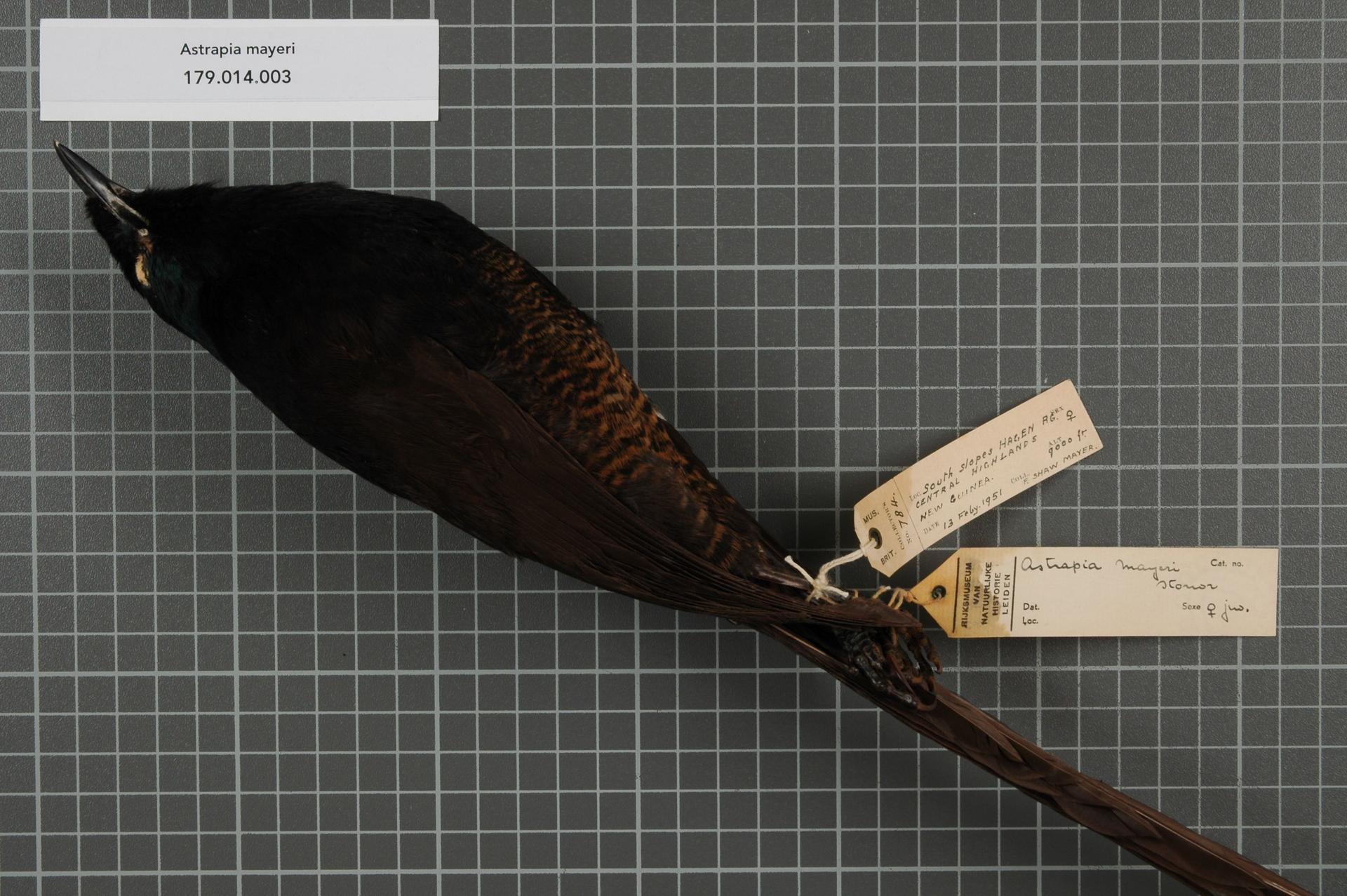
Femmina impagliata.

### Dimensioni
Misura fino a 32–35 cm di lunghezza per 102-157 g di peso, esclusa la coda, che nelle femmine misura una quindicina di centimetri, ma che nei maschi può sfiorare il metro di lunghezza.

### Aspetto
L'aspetto dell'astrapia festonata, nel complesso, ricorda vagamente quello di un quetzal: robusto, con grossa testa e becco corto ma sottile, munito alla base di una formazione bulbosa di piume nere.
 
In questa specie è presente un netto dicromatismo sessuale: la femmina infatti possiede una livrea mimetica, nella quale predominano le tonalità del bruno scuro su testa, petto e zona dorsale, mentre il ventre sfuma quasi nel giallo e presenta aspetto marmorizzato, a causa delle singole penne di colore beige-arancio orlate di bruno, mentre le penne caudali mostrano sfumature biancastre e nella zona cefalica possono essere osservate iridescenze verdi. Il maschio presenta invece piumaggio uniformemente nero e dall'aspetto sericeo e riflessi metallici su tutto il corpo, fatti salvi la faccia, la gola (che sono di colore verde iridescente), il vertice, la parte superiore del petto, le guance (che sono di colore azzurro iridescente) e le due lunghissime penne rettrici della coda, nastriformi (da cui la specie prende il proprio nome comune), che sono bianche con punta arrotondata e nera. In ambedue i sessi becco e zampe sono neri, mentre gli occhi sono di colore bruno.

## Biologia

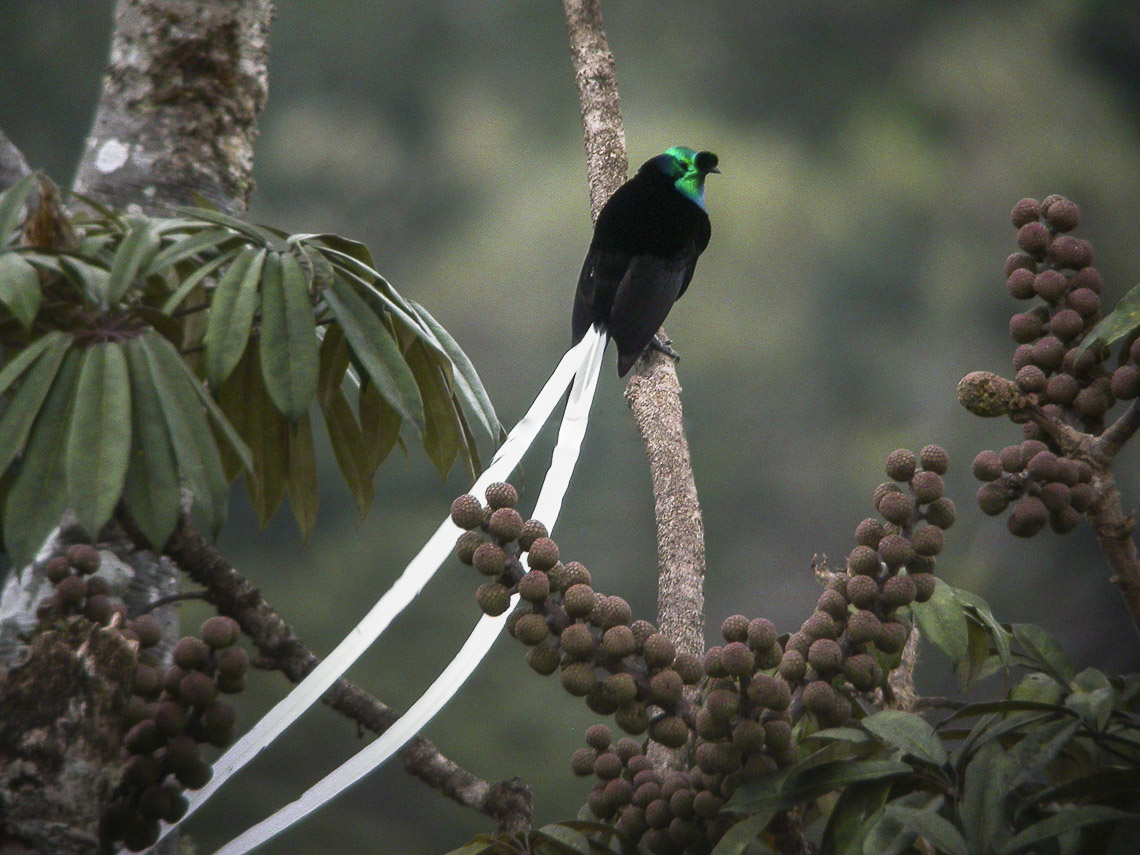
Un maschio in natura.

Si tratta di uccelli dalle abitudini diurne e perlopiù solitarie, che tendono a muoversi fra i rami alti della canopia alla ricerca di cibo, pronti a rifugiarsi nel folto della vegetazione al minimo segno di pericolo: nonostante la colorazione sgargiante e le lunghe penne dei maschi, essendo piuttosto timidi non risultano molto facili da osservare, sebbene non sia difficile udirne il richiamo.

### Alimentazione
L'astrapia festonata è un uccello essenzialmente frugivoro, che basa la sua dieta sui frutti di Schefflera, integrandola quando possibile con insetti, ragni e altri piccoli invertebrati, o anche rane arboricole.

### Riproduzione
Sebbene sembri esserci un picco delle deposizioni fra maggio e settembre, gli uccelli di questa specie sembrano essere in grado di riprodursi durante tutti i mesi dell'anno, meno che in aprile.

Si tratta di una specie poligina: i maschi si dispongono in lek nei quali si esibiscono davanti alle femmine saltellando avanti e indietro lungo posatoi accuratamente scelti e ripuliti, tenendo le penne del corpo arruffate e le lunghe penne caudali quanto più erette possibile nel tentativo di attrarre ciascuno a sé il maggior numero di femmine con le quali accoppiarsi.

Il contributo del maschio, dopo l'accoppiamento, è nullo: è la sola femmina ad incaricarsi della costruzione del nido (una struttura a coppa molto regolare, fatta di rametti e foderata all'interno di materiale soffice di origine vegetale, che viene costruita sempre nello stesso posto), della cova delle uova (solitamente due, covate per circa tre settimane) e dell'allevamento dei pulli, che dura circa un mese prima dell'involo e del raggiungimento dell'indipendenza.

## Distribuzione e habitat
L'astrapia festonata è endemica della porzione centro-occidentale dei monti Bismarck, nella zona compresa grossomodo fra la provincia di Hela, la provincia degli Altopiani Occidentali e la provincia degli Altopiani del Sud.
L'habitat di questa specie è rappresentato dalle aree di foresta pluviale e foresta nebulosa subalpina e montana, anche secondaria.

## Tassonomia
Il nome scientifico di questa specie venne scelto in omaggio a Frederick Shaw Mayer, grande esploratore e conoscitore della Nuova Guinea, ritenuto lo scopritore della specie: in realtà, attualmente si è propensi a credere che il vero scopritore di questi uccelli fu Jack Hides durante la sua fallimentare spedizione nell'entroterra papuano del 1935.
La specie è monotipica.
Nelle aree in cui l'areale dell'astrapia festonata si sovrappone con quello della congenere astrapia della Principessa Stefania, non è difficile osservare casi di ibridazione fra le due specie, a loro volta in passato classificati come specie a sé stante col nome di Astrapia barnesi Iredale, 1948.